# 新安托尼夫卡 (大米海利夫卡區)
47°3′15″N 29°44′59″E / 47.05417°N 29.74972°E
新安東尼夫卡（烏克蘭語：Новоантонівка）是位於烏克蘭西南部的村莊，由敖德萨州羅茲季利納區的大普洛斯凱市鎮負責管轄。該村始建於1915年，面積0.32平方公里，海拔高度164米，2001年人口28，人口密度每平方公里87.5人。